# Мануэль де Кастилия
Инфант Мануэль Кастильский (исп. Manuel de Castilla; 1234, Каррион-де-лос-Кондес — 25 декабря 1283, Пеньяфьель) — испанский аристократ, 1-й сеньор де Вильена, Эскалона, Пеньяфьель, Эльче, Санта-Олалья, Агреда, Роа, Куэльяр, Чинчилья, Аспе и Беас, королевский знаменосец (1258—1277) и королевский майордом (1279—1282), аделантадо Мурсии (1280—1282).

## Биография
Родился в 1234 году в Каррион-де-лос-Кондесе. Седьмой (младший) сын короля Фернандо III Кастильского (1199—1252) от первого брака с Беатрисой Швабской (1203—1235). По отцовской линии Мануэль был внуком короля Леона Альфонсо IX (1171—1230) и королевы Беренгарии Кастильской (1179—1246), а по материнской линии — короля Германии и герцога Швабии Филиппа Швабского (1177—1208) и византийской принцессы Ирины Ангелины (1181—1208), дочери императора Византийской империи Исаака II Ангела.
В 1252 году Мануэль получил в «апанаж» от своего отца сеньорию Вильена. В 1259 году инфант Мануэль в составе посольства своего старшего брата, короля Кастилии Альфонсо X Мудрого, совершил путешествие в Италию, к двору папы римского Александра IV. В апреле 1262 году король Кастилии Альфонсо X пожаловал инфанту Мануэлю Эльче, Кревильенте, Аспе и долину реки Эльды.
В 1276 году инфант Мануэль в Бургосе признал своего племянника Санчо, второго сына Альфонсо X, наследником кастильского престола. В апреле 1282 года на инфант Мануэль присутствовал на собрании кортесов в Вальядолиде, где Альфонсо X был объявлен низложенным, а его второй сын Санчо IV был провозглашен новым королем Кастилии.
Инфант Мануэль Кастильский скончался в Пеньяфьеле (провинция Вальядолид) 25 декабря 1283 года. Ему наследовал его младший сын, Хуан Мануэль, сеньор де Вильена (1282—1348).

## Браки и дети
Инфант Мануэль Кастильский был дважды женат. В 1260 году первым браком в Калатаюде он женился на Констанции Арагонской (1239—1269), дочери Хайме Завоевателя, короля Арагона (1208—1276), и принцессы Иоланды Венгерской (1215—1251). Дети от первого брака:
- Альфонсо Мануэль[исп.] (1260—1275)
- Виоланта Мануэль[исп.] (1265—1314), 2-я сеньора де Эльче, Эльда, Новельда и Медельин. Супруг с 1287 года инфант Афонсу Португальский (1263—1313), сын короля Португалии Афонсу III и Беатрисы Кастильской.

В 1274 году во второй раз Мануэль женился на Беатрисе Савойской (1250—1292), дочери графа Амадео IV Савойского и Сесиль де Бо, дочери Барраля I де Бо. Дети от второго брака:
- Хуан Мануэль (1282—1348), 2-й сеньор де Вильена, Эскалона и Пеньяфьель, 1-й герцог и принц де Вильена

Также у Мануэля было несколько внебрачных детей:
- Санчо Мануэль де Кастилия[исп.] (1283—1345), 1-й сеньор де Инфантадо и де Каррион-де-лос-Кондес
- Фернандо Мануэль де Кастилия
- Энрике Мануэль де Кастилия
- Бланка Мануэль де Кастилия.